# اولپوتاگاما ایلوکا
اولپوتاگاما ایلوکا (به لاتین: Ulpotagama Iluka) یک منطقهٔ مسکونی در سری‌لانکا است که در استان مرکزی (سری‌لانکا) واقع شده‌است.